# Benzylisochinolin
1-Benzylisochinolin ist eine chemische Verbindung, bei der der Isochinolin-Heterocyclus an der C1-Position durch eine Benzylgruppe substituiert wurde. Die Benzylisochinolin-Einheit ist Bestandteil vieler pharmazeutisch genutzter Substanzen, der sogenannten Benzylisochinoline, zu denen die peripheren Muskelrelaxanzien Atracurium, Cisatracurium, Mivacurium und Tubocurarin gehören. Am häufigsten ist sie jedoch in den Benzylisochinolinalkaloiden zu finden, die in Naturstoffen vorkommen.

## Gewinnung und Darstellung
Benzylisochinolin kann durch eine Alkylierung von Isochinolin synthetisiert werden. Dabei wird zunächst Isochinolin in Dichlormethan mit Kaliumcyanid und Benzoylchlorid zum 2-Benzoyl-1,2-dihydro-1-isochinolincarbonitril umgesetzt. Im Folgeschritt wird diese Zwischenstufe mit Natriumhydrid in Dimethylformamid und Benzylchlorid alkyliert. Ohne Zwischenisolierung erhält man daraus nach der alkalischen Aufarbeitung das Benzylisochinolin.
Eine weitere Syntheseroute zu Benzylisochinolin-Derivaten und Benzylisochinolin-Alkaloiden geht von L-Tyrosin aus. Dazu wird dieses mit Natriumhypochlorit zum  4-Hydroxyphenylacetaldehyd desaminiert. 4-Hydroxyphenylacetaldehyd wird mit Dopamin, das ebenfalls aus Tyrosin zugänglich ist, in Gegenwart von  Norcoclaurin-Synthase als Katalysator unter Wasserabspaltung zu (S)-Norcoclaurin umgesetzt.